# Театральная аллея (Москва)
Театра́льная алле́я (ранее — Кугу́шевская алле́я) — аллея, расположенная в Северном административном округе города Москвы на территории района Аэропорт.

## История
Аллея получила современное название по своему направлению к большому летнему театру, располагавшемуся в Петровском парке. До этого аллея, проложенная в 1835 году, носила название Кугу́шевская алле́я по фамилии одного из домовладельцев.

## Расположение
Театральная аллея проходит по территории Петровского парка от Ленинградского проспекта на северо-восток, с юго-востока к аллее примыкает Московская аллея, на северо-запад отходит Трудовая аллея, затем на северо-запад отходит Дворцовая аллея, на север — Милицейский переулок, аллея проходит далее до Петровско-Разумовской аллеи. Юго-восточнее аллеи расположен стадион «Динамо». Нумерация домов начинается от Ленинградского проспекта.

## Примечательные здания и сооружения
По нечётной стороне:
По чётной стороне:

## Транспорт

### Автобус
- 22: от Петровско-Разумовской аллеи до Трудовой аллеи и от Дворцовой аллеи до Петровско-Разумовской аллеи
- 84: от Петровско-Разумовской аллеи до Ленинградского проспекта и от Ленинградского проспекта до Милицейского переулка
- 105: от Петровско-Разумовской аллеи до Трудовой аллеи
- 105к: от Петровско-Разумовской аллеи до Трудовой аллеи
- 110: от Дворцовой аллеи до Петровско-Разумовской аллеи и от Ленинградского проспекта до Петровско-Разумовской аллеи

### Метро
- Станция метро «Динамо» Замоскворецкой линии — у юго-западного конца аллеи, на Ленинградском проспекте
- Станция метро «Петровский парк» — непосредственно на проезде